# Moto Guzzi 1000 Daytona-serie
De Moto Guzzi 1000 Daytona is een sportmotor van het merk Moto Guzzi die werd ontwikkeld in samenwerking met de Amerikaan Dr. John Wittner.

## Voorgeschiedenis
Moto Guzzi had in 1971 de V7 Sport uitgebracht. Deze werd ook ingezet in endurancewedstrijden. Door de ontwikkelingen die daar plaatsvonden evolueerde de machine en ontstonden de 750 S en de 750 S3. Nadat Alejandro de Tomaso het bedrijf overnam, vormde zijn designteam de 750 S3 om tot de Moto Guzzi Le Mans. Dit was een uitermate modern gelijnde en sportieve motorfiets, met uitstekende rij-eigenschappen, maar het vermogen schoot tekort in vergelijking met de steeds sterker wordende concurrentie uit Japan, maar ook uit Italië. De techniek van de Moto Guzzi dateerde dan ook al uit de jaren zestig. De 750 cc modellen uit Japan leverden al ruim 100 pk, de Ducati 851 93 pk. De Moto Guzzi Le Mans kwam niet verder dan 81 pk.

### Umberto Todero
Umberto Todero, die al vanaf 1939 bij Moto Guzzi werkte, kreeg in 1987 opdracht een nieuwe 1000 cc motor met acht kleppen te ontwerpen. Zijn motor leverde al meteen 92 pk bij 7.400 tpm.

### Dr. John Wittner
In de Verenigde Staten won het team van de tandarts Dr. John Wittner in 1985 het endurance "Middle Weight Class" kampioenschap van de American Motorcyclist Association (AMA). Dat gebeurde aanvankelijk met een nauwelijks gemodificeerde 850 Le Mans III. De machine moest het opnemen tegen geavanceerde Japanse viercilinders tot meer dan 1200 cc. Later kreeg Wittner van de Amerikaanse importeur een Le Mans 1000, die wél werd aangepast en dankzij het lage brandstofverbruik en een 32 liter tank met minder pitstops de wedstrijden kon voltooien. In 1986 bleef succes uit, voornamelijk door de lege kas van Wittner. Wittner racete met de Moto Guzzi omdat hij "iets anders dan anderen" wilde en omdat hij het een motor motorfiets vond, maar hij moest uiteindelijk veel technische aanpassingen doen. Hij wist niet alleen het vermogen te vergroten, maar ook het brandstofverbruik de verminderen. Hij experimenteerde met een grotere cilinderinhoud, andere carburateurs, uitlaten, verbrandingskamers, kleinere kleppen en een andere nokkenas en een andere krukas. Hij wijzigde de compressieverhouding en wist de betrouwbaarheid te vergroten door simpelweg andere motorolie te gebruiken. Door de financiële moeilijkheden reisde Wittner rond 1986 naar Italië en sprak daar met Alejandro de Tomaso. Die steunde hem en stelde hem de juist ontwikkelde 1000 cc achtklepper ter beschikking. Wittner ontwikkelde zelf een nieuw frame met monovering. Hij kreeg toen al hulp van Umberto Todero, die hem hielp bij de ontwikkeling van de motor en het frame. Daar won Doug Brauneck het US Pro Twins (BOTT) kampioenschap mee, dat al zes jaar door Harley-Davidson was gedomineerd. Dr. John werd daarna betrokken bij de verdere ontwikkeling van de 1000 Daytona en opgenomen in het ontwikkelingsteam van Moto Guzzi.

## Dr. John 1000 R/V racer
Door het samenbrengen van Dr. John met Umberto Todero kwam de ontwikkeling in een stroomversnelling. John Wittner hield bij zijn ontwikkelingen al rekening met het feit dat alle nieuwe onderdelen ook ooit in productiemachines gebruikt moest kunnen worden. Door de machine in te schrijven in het US Pro Twins kampioenschap kon hij veel technische wijzigingen aanbrengen (bij de Endurance was dat niet toegestaan), en bovendien een niet gehomologeerde motorfiets inschrijven, want de 1000 Daytona was nog niet te koop.

### Motor
De basis van de motor was ontworpen door Umberto Todero. De motor was een luchtgekoelde langsgeplaatste 90° V-twin. Het carter was gelijk aan dat van de andere 1000 cc modellen, maar bij de cilindervoeten was het verstevigd. De krukas kwam van de 750 S, om een kortere slag te verkrijgen. Het ontwerp van Todero had een boring / slag verhouding van 90 × 78 mm, de motor van Wittner mat 95,25 × 70 mm. De drijfstangen kwamen van Carillo en de zuigers van Ross. De compressieverhouding was 11,25:1, waardoor alleen racebenzine kon worden gebruikt. De nokkenas, die normaal boven de krukas lag, was door Todero al vervangen door een as met een poelie. Twee getande riemen van Pirelli dreven van hieruit twee nokkenassen aan, die elk naast een van de cilinderkoppen lagen. Via twee tuimelaarassen en vier tuimelaars werden de kleppen van elke cilinder bediend. De kleppen zelf stonden onder een hoek van 44°. De inlaatkleppen maten 34 mm en de uitlaatkleppen 30 mm. Ondanks de veel grotere boring waren ze slechts 0,5 mm groter dan de kleppen van Todero. Er waren standaard cilinders gebruikt, maar die waren wel voorzien van een gilnisil laag. De machine had nog Mikuni 41,5 mm slingshot-carburateurs, hoewel een Weber-Marelli brandstofinjectie al in ontwikkeling was. Hij had een Dyn S/Raceco elektronische ontsteking. De motor leverde intussen al 118 pk aan de krukas, waardoor een topsnelheid van 256 km/h bereikt werd. Hoewel Wittner streefde naar 120 pk, leverde de motor in 1988 115 pk, waarschijnlijk om de betrouwbaarheid te waarborgen.

### Aandrijflijn
De krukas dreef via het aluminium vliegwiel rechtstreeks de nieuwe koppeling aan. Dit was een Transcontinental droge plaatkoppeling met een gesinterde bronzen plaat. Daarachter zat een close ratio vijfversnellingsbak en de secundaire aandrijving verliep via een cardanas.

### Rijwielgedeelte
Wittner gebruikte een ruggengraat frame van vierkante kokers dat hij al voor zijn eerdere racers had ontwikkeld. Het motorblok was dus een dragend deel. Om de aandrijflijn in lijn met de cardanaandrijving te krijgen stond het blok 2 mm achterover. Het achterwiel was een speciaal ontwikkeld Marvic 17 inch exemplaar. De telescoopvork was een Marzocchi M1R, echter zonder het dempende gedeelte. In de vorkpoten zaten alleen schroefveren, de demping werd verzorgd door een aparte Koni demper uit de Formule 1, die vóór de vork zat, bevestigd aan de onderste kroonplaat. De achtervering werd verzorgd door een cantilever monovering, eveneens met een Koni F1 demper. Aan de voorkant zaten twee 300 mm Brembo schijfremmen, aan de achterkant een 230 mm Brembo schijfrem. Het integrale remsysteem van Moto Guzzi was gemonteerd, maar de meeste coureurs reden liever zonder dit systeem, zodat het meestal uitgeschakeld was.

## 1000 Daytona en 1000 Daytona Fuel Injection
Al tijdens de show van Milaan van 1988 werd een eerste prototype van de 1000 Daytona getoond, maar dit bestond alleen uit de aandrijflijn: Motor, versnellingsbak, cardanaandrijving en de Monobracia enkelzijdige achterwielophanging. Door de jarenlange ontwikkeling kwam de 1000 Daytona in 1990 niet als een verrassing. De machine zou meteen worden geleverd in twee versies: de Daytona met carburateurs en de Daytona Fuel Injection met de nieuwe Weber-Marelli brandstofinjectie. De ontsteking was elektronisch en kwam van Motoplat. De cilinders hadden toch weer de maten van Todero gekregen, waardoor het carter van de Le Mans 1000 kon worden gebruikt, naar voorbeeld van de "Dr. John" racer met de gelaste versteviging aan de cilindervoeten. De inlaatkleppen maten 33,6 mm en de uitlaatkleppen 29,6 mm en ze stonden nog steeds onder een hoek van 44°. De versnellingsbak van de Le Mans kreeg een langere vijfde versnelling. De enkelzijdige wielophanging was niet gebruikt; het cantileversysteem van Dr. John was overgenomen en daarop was een instelbare Koni schokdemper gemonteerd. De achtervork scharnierde in een groot lager dat met een aluminium schetsplaat aan het blok en het bovenframe was bevestigd. Daar kon via een excentriek ook de afstelling worden gewijzigd. De voorvork was weer een Marzocchi M1R, maar met ingebouwde demping. De 1000 Daytona was uitgevoerd met een eenpersoonssportzadel. Dat kon ook niet anders, want op de plaats van de duopassagier zat een "kontje" waarin de accu en een luchthapper zat. Daardoor werd de lucht naar het luchtfilter gevoerd en onder de bestuurderszitplaats zat de schokdemper en daaronder de 10 liter grote airbox. Verder was een volledige dolfijnkuip gebruikt en driespaaks aluminium gietwielen. De 1000 Daytona kostte in Nederland 30.000 gulden, de 1000 Daytona Fuel Injection zelfs ongeveer 33.000 gulden. Daarmee was het een dure motorfiets, maar Moto Guzzi verdiende er niets aan. Alleen het opbieden tegen de Ducati 851 telde, en het waren dan ook machines die alleen de mogelijkheden van het merk moesten aantonen. De cardanas liep niet meer in de tunnel van de swingarm, maar lag buiten. Er was een reactiestang gemonteerd om de cardanreactie te beperken, zoals bij het paralever van BMW. Het motorblok was 30 mm naar rechts geschoven om te voorkomen dat de 160 mm brede achterband tegen de cardanas liep. Het integrale remsysteem was vervallen. Aan de voorkant waren twee 300 mm Brembo remschijven gemonteerd, achter een enkele 280 mm schijf. De 1000 Daytona werd niet meteen een succes, voornamelijk door kritiek van klanten op de dolfijnkuip. In 1991 werd het ontwerp herzien, de vormen werden "ronder" en de dolfijnkuip werd vervangen door een tophalf en de tankinhoud groeide naar 25 liter. De carburateurversie kwam nooit in productie, de Fuel Injection versie, hoewel al in 1990 aan de pers voorgesteld, verscheen pas in 1992. De ontwikkeling had vijf jaar geduurd. Er waren al lang vóór de uiteindelijke productie 350 machines in Italië verkocht, 130 in Duitsland, 100 in Japan, 60 in Frankrijk en 50 in het Verenigd Koninkrijk.

## 1000 Daytona RS
De 1000 Daytona RS (Racing Sport) werd in 1996 gepresenteerd, samen met de Sport 1100 Iniezione, waarmee hij veel gemeen had. Uiterlijk waren ze, met uitzondering van de cilinders, identiek. De Daytona had nu wél een duozadel, maar de passagier zat erg hoog omdat onder dat zadel nog steeds de accu en het luchtfilter zaten. Bovendien was de bestuurderszitplaats vrij lang, waardoor er nogal veel ruimte tussen passagier en bestuurder zat. De luchthapper was vervangen door 14 kleine boorgaatjes in elk zijdeksel. De RS kreeg een oliekoeler en de compressieverhouding was ten opzichte van de Daytona Fuel Injection iets verhoogd, waardoor het vermogen ook iets hoger was. Desondanks kon de machine nog steeds niet concurreren tegen de superbikes van Ducati, dat inmiddels de 916 SP had uitgebracht. De achterband was vervangen door een 17" exemplaar en de vering kwam nu van WP. De voorste remschijven waren iets groter (320 mm), en zwevend opgehangen.

## Technische gegevens
| Moto Guzzi             | Dr. John 1000 R/V Racer                   | 1000 Daytona                              | 1000 Daytona Fuel Injection                            | 1000 Daytona RS                                        |
| ---------------------- | ----------------------------------------- | ----------------------------------------- | ------------------------------------------------------ | ------------------------------------------------------ |
| Periode                | 1988-1990                                 | 1990                                      | 1992-1996                                              | 1996-1999                                              |
| Categorie              | BOTT racer                                | sportmotor                                | sportmotor                                             | sportmotor                                             |
| Motortype              | kopklepmotor                              | kopklepmotor                              | kopklepmotor                                           | kopklepmotor                                           |
| Bouwwijze              | langsgeplaatste 90° V-twin                | langsgeplaatste 90° V-twin                | langsgeplaatste 90° V-twin                             | langsgeplaatste 90° V-twin                             |
| Cilinder               | aluminium                                 | aluminium                                 | aluminium                                              | aluminium                                              |
| Cilinderkop            | aluminium                                 | aluminium                                 | aluminium                                              | aluminium                                              |
| Klepopstelling         | 8 kopkleppen                              | 8 kopkleppen                              | 8 kopkleppen                                           | 8 kopkleppen                                           |
| Klepbediening          | OHC met tuimelaars                        | OHC met tuimelaars                        | OHC met tuimelaars                                     | OHC met tuimelaars                                     |
| Carburateurs           | Mikuni 40 mm slingshot                    | Dell'Orto PHF 40                          | Weber-Marelli elektronische injectie met 50 mm inlaten | Weber-Marelli elektronische injectie met 50 mm inlaten |
| Ontsteking             | Dyn S/Raceco elektronische ontsteking     | Motoplat dubbele elektronische ontsteking | Motoplat dubbele elektronische ontsteking              | Weber-Marelli digitale ontsteking                      |
| Boring                 | 95,25 mm                                  | 90 mm                                     | 90 mm                                                  | 90 mm                                                  |
| Slag                   | 70 mm                                     | 78 mm                                     | 78 mm                                                  | 78 mm                                                  |
| Cilinderinhoud         | 997,6 cc                                  | 992,4 cc                                  | 992,4 cc                                               | 992,4 cc                                               |
| Smeersysteem           | wet-sump                                  | wet-sump                                  | wet-sump                                               | wet-sump                                               |
| Compressieverhouding   | 11,25:1                                   | 10:1                                      | 10:1                                                   | 10,5:1                                                 |
| Max. Vermogen          | 115 pk bij 9.300 tpm                      | 91 pk bij 7.800 tpm                       | 94 pk bij 7.800 tpm                                    | 102 pk bij 8.400 tpm                                   |
| Topsnelheid            | 256 km/h                                  | 235 km/h                                  | 245 km/h                                               | 245 km/h                                               |
| Primaire aandrijving   | Rechtstreeks                              | Rechtstreeks                              | Rechtstreeks                                           | Rechtstreeks                                           |
| Koppeling              | Transcontinental enkelvoudige droge plaat | meervoudige droge plaat                   | meervoudige droge plaat                                | meervoudige droge plaat                                |
| Versnellingen          | 5 voetgeschakeld                          | 5 voetgeschakeld                          | 5 voetgeschakeld                                       | 5 voetgeschakeld                                       |
| Secundaire aandrijving | cardan                                    | cardan                                    | cardan                                                 | cardan                                                 |
| Frame                  | brugframe                                 | brugframe                                 | brugframe                                              | brugframe                                              |
| Wielbasis              | 1460 mm                                   | 1460 mm                                   | 1460 mm                                                | 1475 mm                                                |
| Vering vóór            | Marzocchi telescoopvork                   | Marzocchi telescoopvork                   | Marzocchi telescoopvork                                | WP Upside Down                                         |
| Vering achter          | monovering                                | monovering                                | monovering                                             | monovering                                             |
| Banden                 | vóór 120/70 × 17", achter 170/55 × 17"    | vóór 120/70 × 17", achter 160/60 × 18"    | vóór 120/70 × 17", achter 160/60 × 18"                 | vóór 120/70 × 17", achter 160/60 × 17"                 |
| Rem(men)               | schijfremmen rondom, integraal remsysteem | schijfremmen rondom                       | schijfremmen rondom                                    | schijfremmen rondom                                    |
| Gewicht                | 156 kg                                    | 205 kg                                    | 205 kg                                                 | 223 kg                                                 |
| Tankinhoud             | onbekend                                  | 22,5 liter                                | 22,5 liter, vanaf 1991: 25 liter                       | 19 liter                                               |
| Voorganger             | Dr. John Le Mans 1000 racer               | Le Mans 1000 CI                           | Le Mans 1000 CI                                        | 1000 Daytona Fuel Injection                            |
| Opvolger               | geen                                      | geen                                      | 1000 Daytona RS                                        | V 11 Sport                                             |